# Націоналістичне підпілля Луганщини 2014—2016

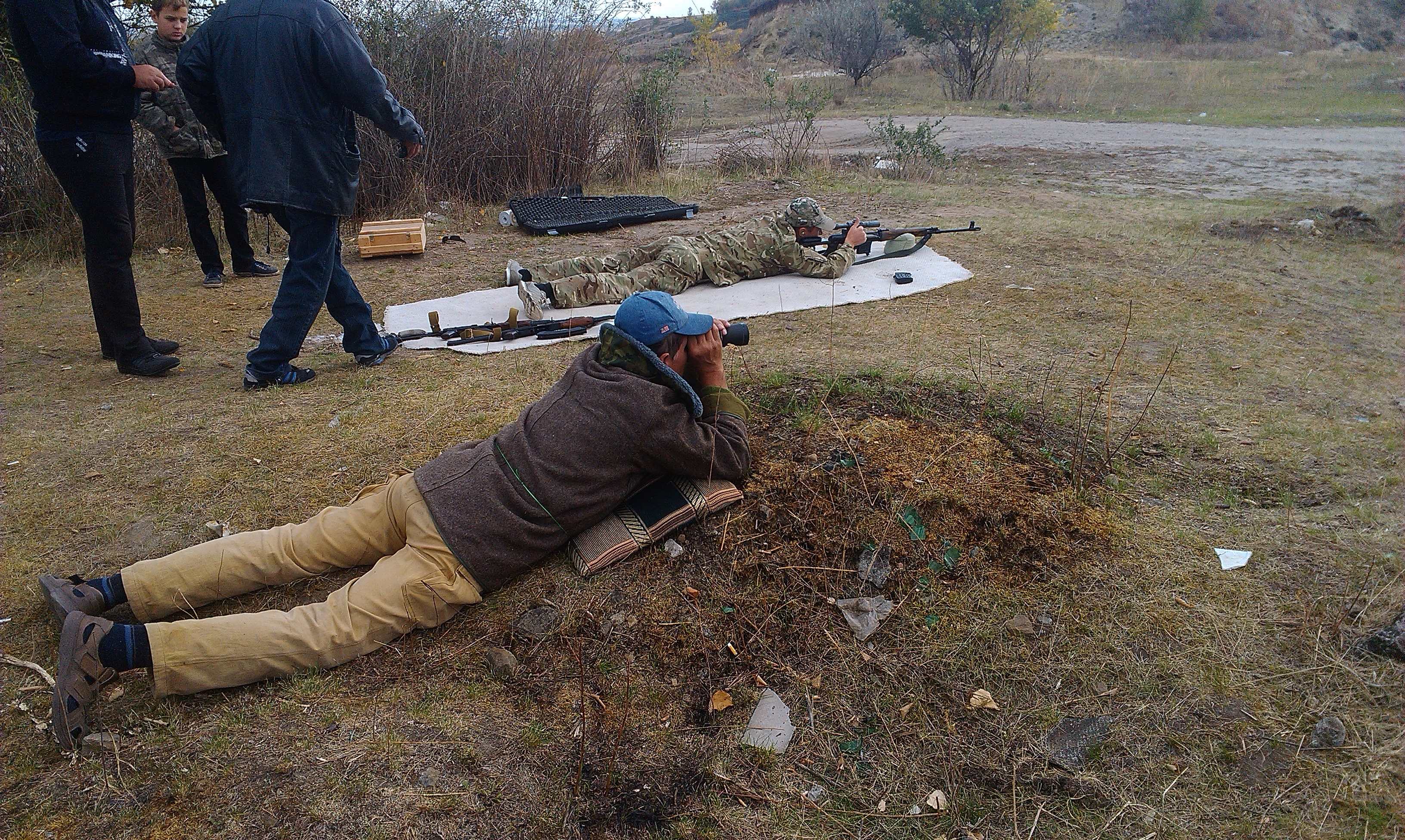
Тренування партизан

Націоналістичне підпілля Луганщини 2014—2016 рр (українські партизани або луганські партизани) — український рух спротиву російській окупації який був сформований з мешканців Луганської області в 2014 році, та активно діяв до 2016 року. Рух був сформований переважно з членів та симпатиків ВО «Свобода», хоча з його розвитком до нього приєднались нейтральні мешканці регіону. Підпільною мережею керував штаб підпілля який очолював Артем Заіка і Тарас Попов. 

## Історія створення підпілля
З початком активних дій проросійських мешканців та росіян на Луганщині проукраїнські громадяни, переважно учасники Революції Гідності, почали створювати місцеву самооборону. Проте через різні політичні погляди та саботаж з боку місцевих правоохоронців дієвої самооборони на Луганщині не виникло. З травня 2014 року в луганську починаються активні дії проросійських сепаратистів, які впродовж місяця переросли в активні військові дії за участі російської армії. Одна з груп учасників Революції Гідності — прихильники та члени ВО «Свобода» та їх симпатики почали діяльність спрямовану на перешкоджання діям російських військ та сепаратистів на Луганщині, що швидко переросло у підпільну партизанську боротьбу націоналістів проти окупантів.
Центром підпілля стало м. Ізюм Харківської області, куди перемістилось керівництво обласної організації «Свободи». Очолив рух спротиву голова обласної організації — Артем Заіка. В організації та управлінні рухом також брали участь Тарас Попов, Андрій Лебідь, Ольга Мотінова. Всього за різними оцінками в русі брало участь від 300 до 500 чоловік.

### «Стаханівська» операція
Першою операцією націоналістів стала «Стаханівська». Вона проводилася наприкінці березня, до активних військових дій, коли про «підпілля» ще не йшлося. Проте, ця операція, припускають, уплинула на хід усієї війни.
На основі інформації, зібраної й опрацьованої кадіївськими (стаханівськими) націоналістами, було попереджено теракт, а інформація, яку передали в СБУ, вивела нашу спецслужбу на озброєну мережу сепаратистів, яких було заарештоване. Саме це призвело до мітингу 6 квітня 2014 року під стінами Луганського СБУ, який переріс у захоплення будівлі. За інформацією тодішнього начальника обласного управління СБУ на Луганщині — генерала Петрулевіча, арешт сепаратистів, який змусив почати «рускую вєсну» раніше запланованого, не дав достатньо часу на підготовку сепаратистів у інших регіонах півдня та сходу України, тому російсько-українська війна обмежилася окремими регіонами Луганщини і Донеччини.

## Відомі операції підпілля
З джерел відомо про декілька суттєвих операцій даної організації, а саме порятунок екіпажу збитого АН-26, та порятунок волонтерської групи Гаврилюка.
14 червня партизани допомогли спецпризначенням з пошуком в глибокому тилу та подальшою евакуацією екіпажу збитого українського літака АН-26. 
В ніч з 8 на 9 липня Михайло Гаврилюк - один з символів Революції Гідності разом зі своїми волонтерами помилково потрапив в окупований на той час Сєвєродонецьк. Його київські побратими зателефонували Народному Депутата Святославу Ханенко, який в той день був на прифронтовій Луганщині. Свободівський нардеп[хто?] надав вказівку керівництву підпілля організувати переховування та подальшу евакуації людей з окупованого міста[джерело?]. Її здійснили досі не розкриті партизани-націоналісти з Сєвєродонецька[джерело?].
За наявною інформацією основною діяльністю підпілля була класична партизанська робота - збір та передача розвідувальних даних. Керівництво підпілля на пряму контактувало з командування штабу АТО, луганською СБУ та поліцією. За допомогою мережі було попереджено про десятки артобстрілів, було затримано близько 10 високопоставлених осіб сепаратистів та ще більшу кількість рядових. В 2016-2017 роках від організації підпілля чули лише аналітичну інформацію про обстановку на тимчасово окупованій Луганщині.